# Ragusa
Ragusaⓘ (wym. [raˈɡuza], pol. uproszczona: raguza) – miejscowość i gmina we Włoszech, w regionie Sycylia, w prowincji Ragusa.
Według danych na rok 2004 gminę zamieszkiwało 68 346 osób, 154,6 os./km². W pobliżu Ragusy wydobywa się: ropę naftową, łupki bitumiczne i asfalt.

## Zabytki
Historyczne centrum miasta zostało wpisane na Listę światowego dziedzictwa UNESCO wraz z innymi późnobarokowymi miastami doliny Noto. Na uwagę zasługują cenne barokowe zabytki sztuki sakralnej:
- Katedra San Giovanni (XVIII w.)
- Duomo di San Giorgio (XVIII w.)
- Kościół San Giuseppe (XVIII w.).

## Galeria

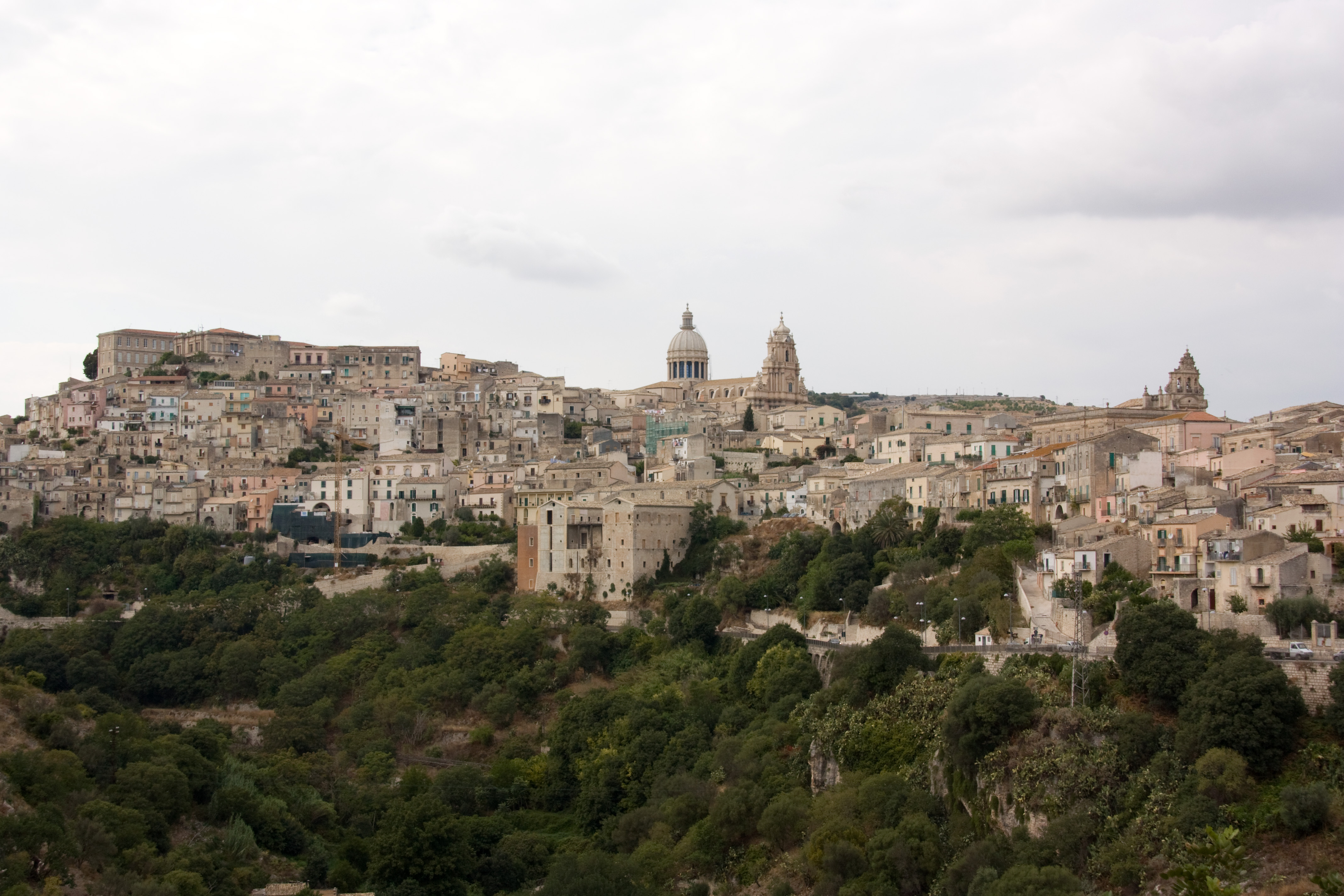
Ragusa – zabytkowe centrum miasta
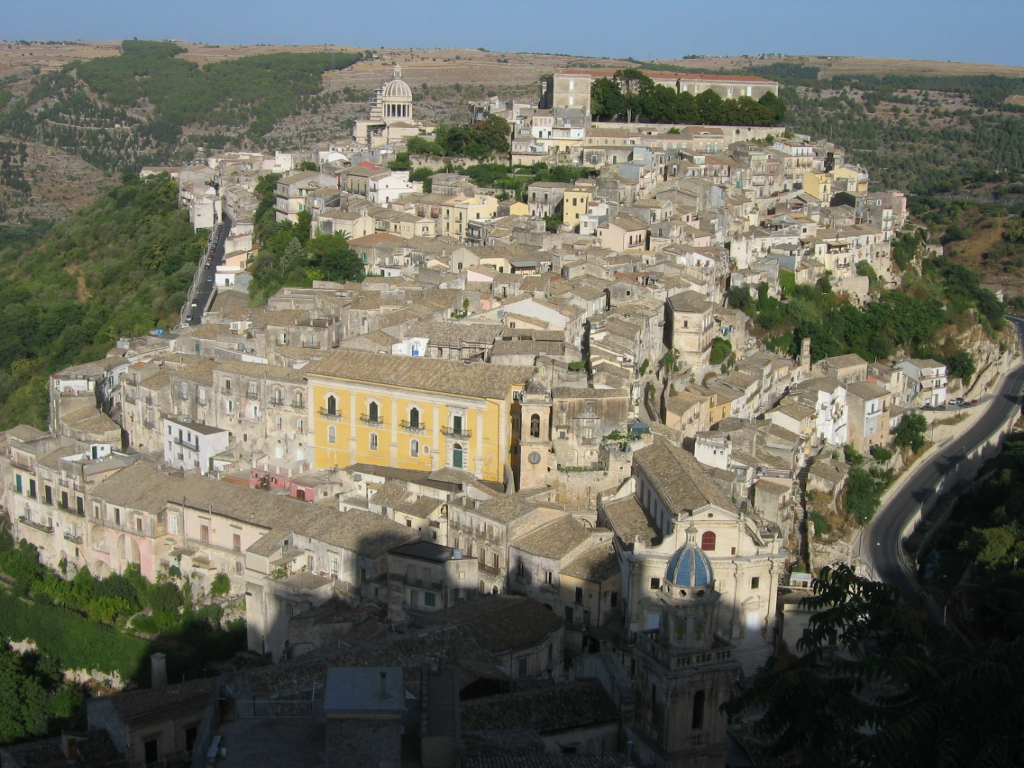
Ragusa – zabytkowe centrum miasta
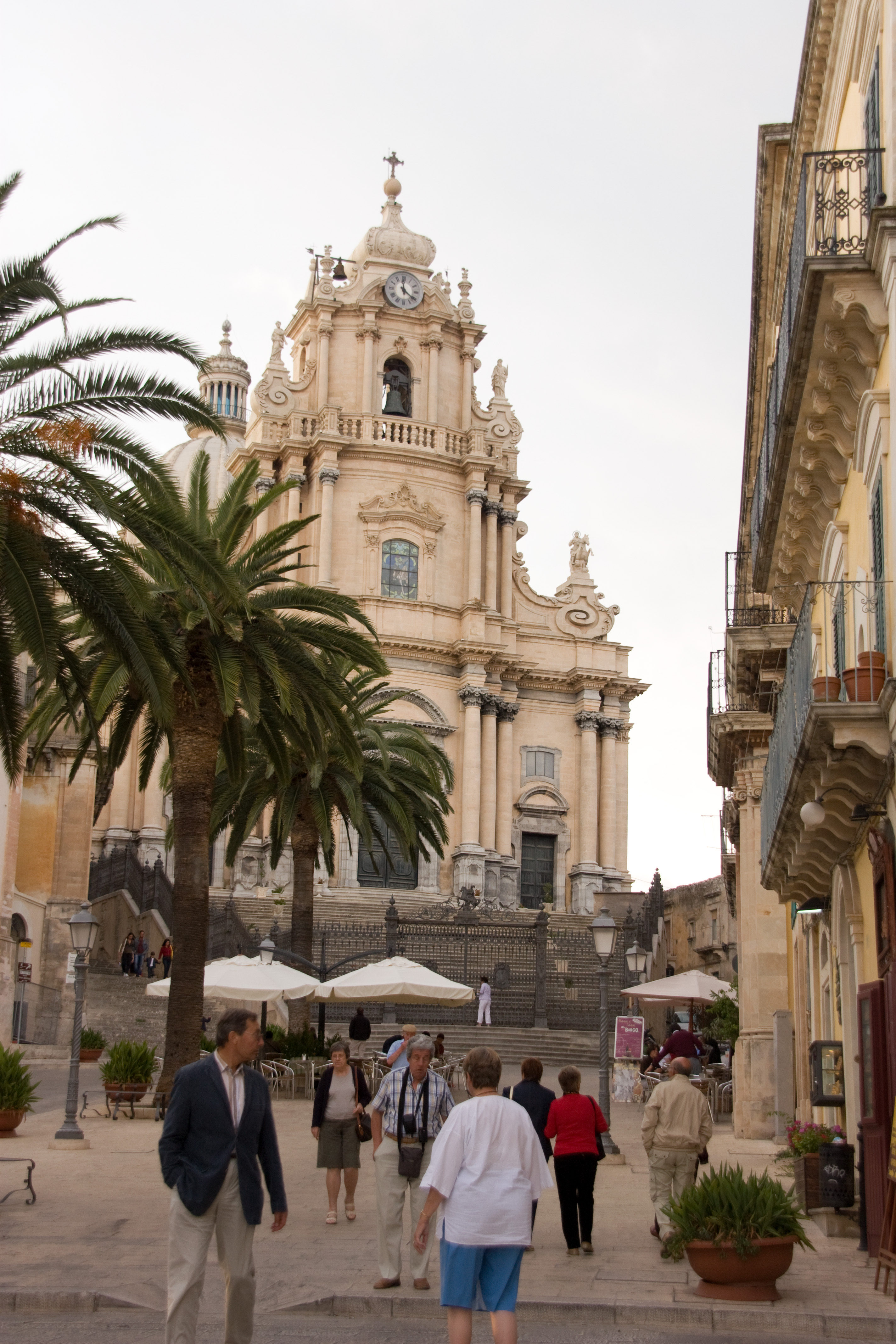
Duomo di San Giorgio
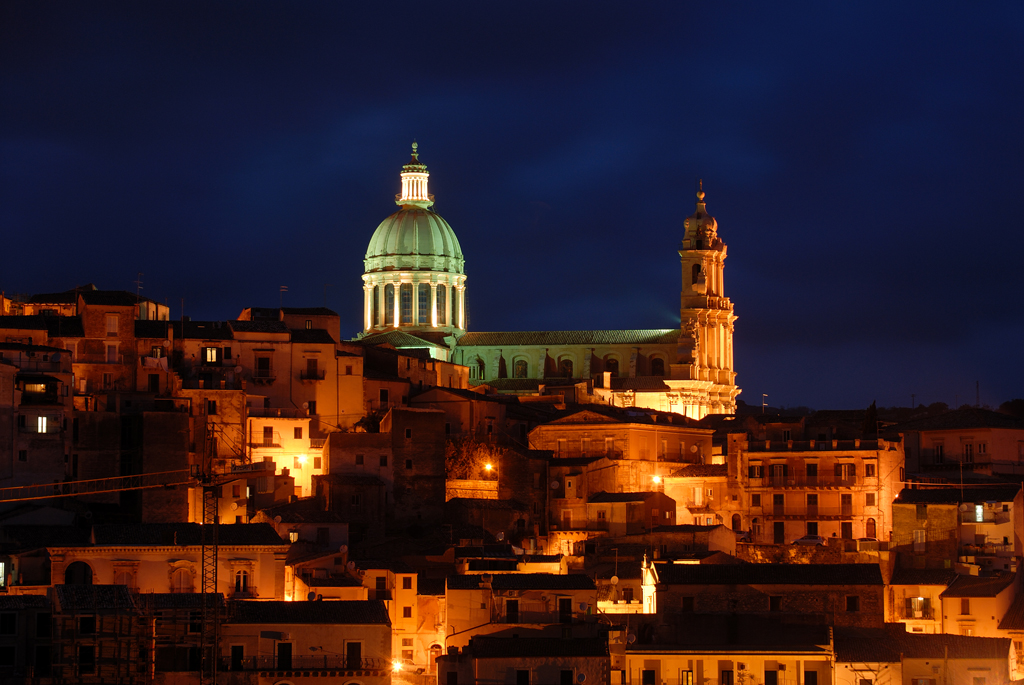
Duomo di San Giorgio
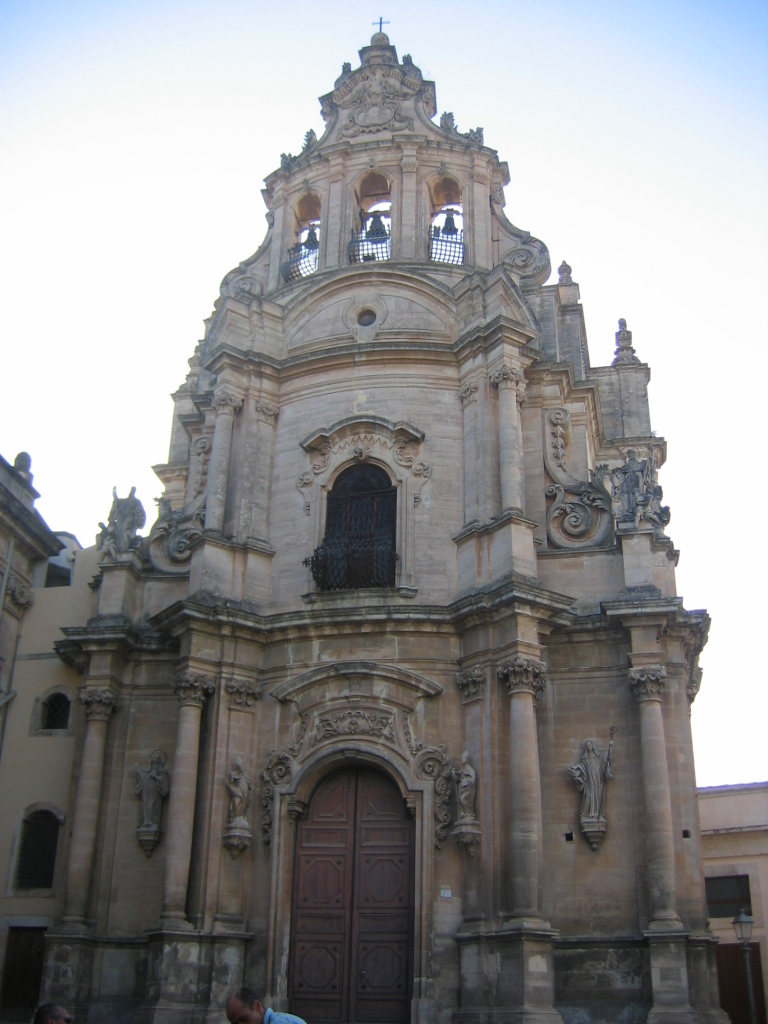
Kościół San Giuseppe
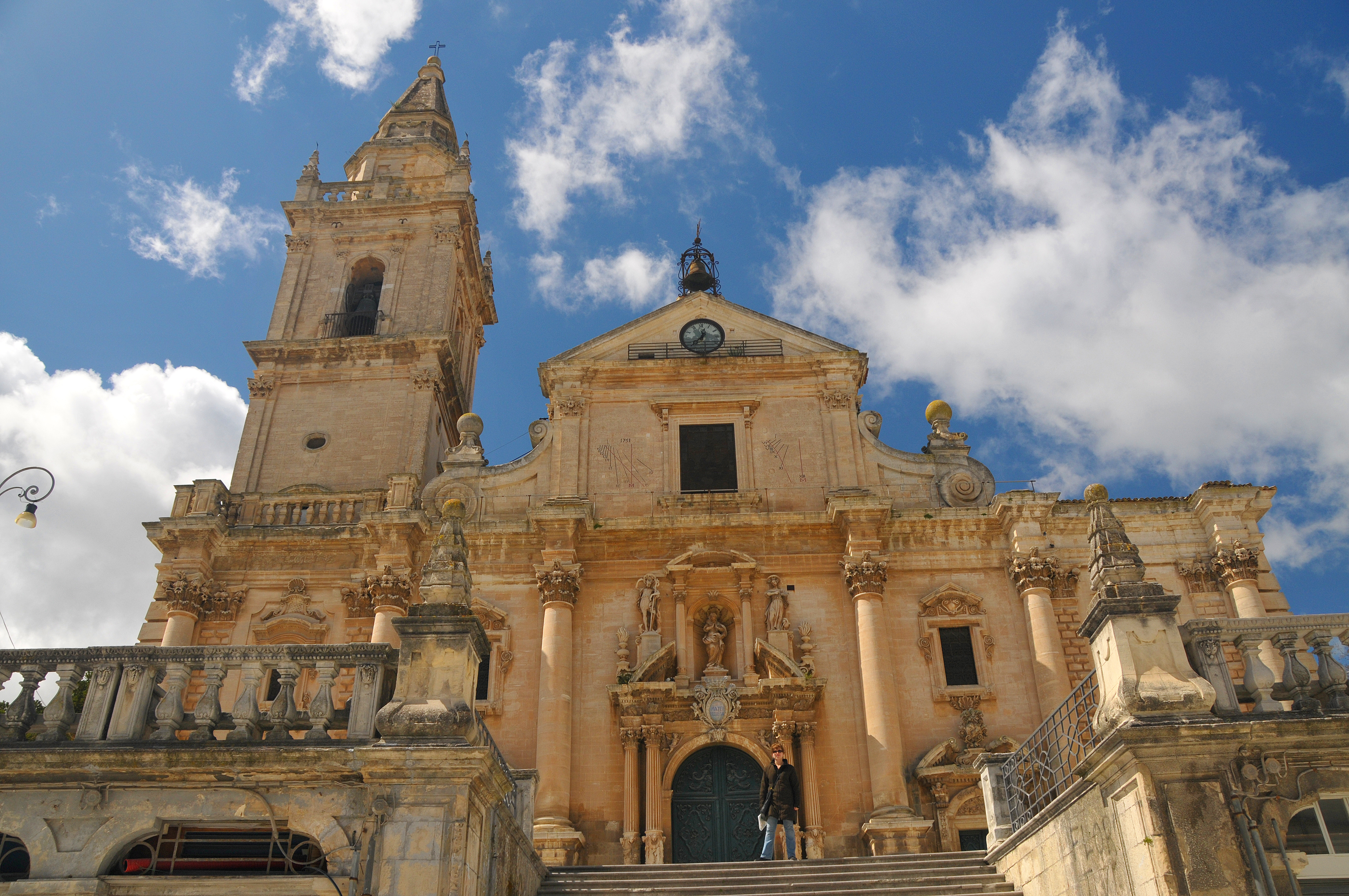
Katedra San Giovanni

## Miasta partnerskie
- Dubrownik, Chorwacja
- Mosta, Malta
- Little Rock, Stany Zjednoczone
- Asunción, Paragwaj
- Oise, Francja
- Mediolan, Włochy